# Circuit de Monsanto
El Circuit de Monsanto era un circuit de curses automobilístiques situat prop de Lisboa, Portugal.
El traçat de 5.440 km estava construït per l'interior d'un parc, i era complicat pels pilots i pels equips a causa del fet que transcorria per diferents superfícies amb el que era dur pels reglatges del cotxe.

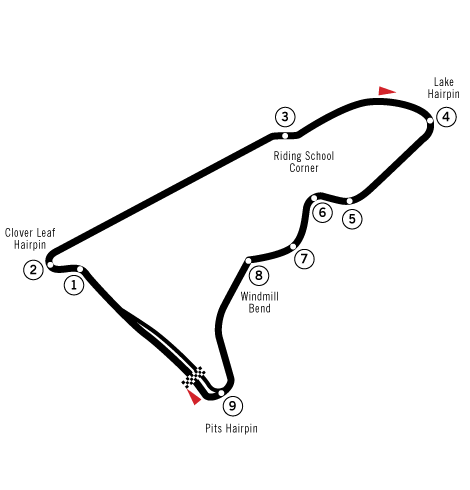
Circuit de Monsanto

## Història a la F1
Monsanto ha estat la seu en una única ocasió del Gran Premi de Portugal de Fórmula 1, el corresponent a la temporada 1959.

## Guanyadors de les curses vàlides per la F1
| Any  | Pilot         | Equip           | Resultats |
| ---- | ------------- | --------------- | --------- |
| 1959 | Stirling Moss | Cooper - Climax | Resultats |